# Zeuxippus
Zeuxippus là một chi nhện trong họ Salticidae.

## Các loài
Các loài trong chi này gồm:
- Zeuxippus atellanus Thorell, 1895
- Zeuxippus histrio Thorell, 1891
- Zeuxippus pallidus Thorell, 1895
- Zeuxippus yunnanensis Peng & Xie, 1995